# Torre Borraco

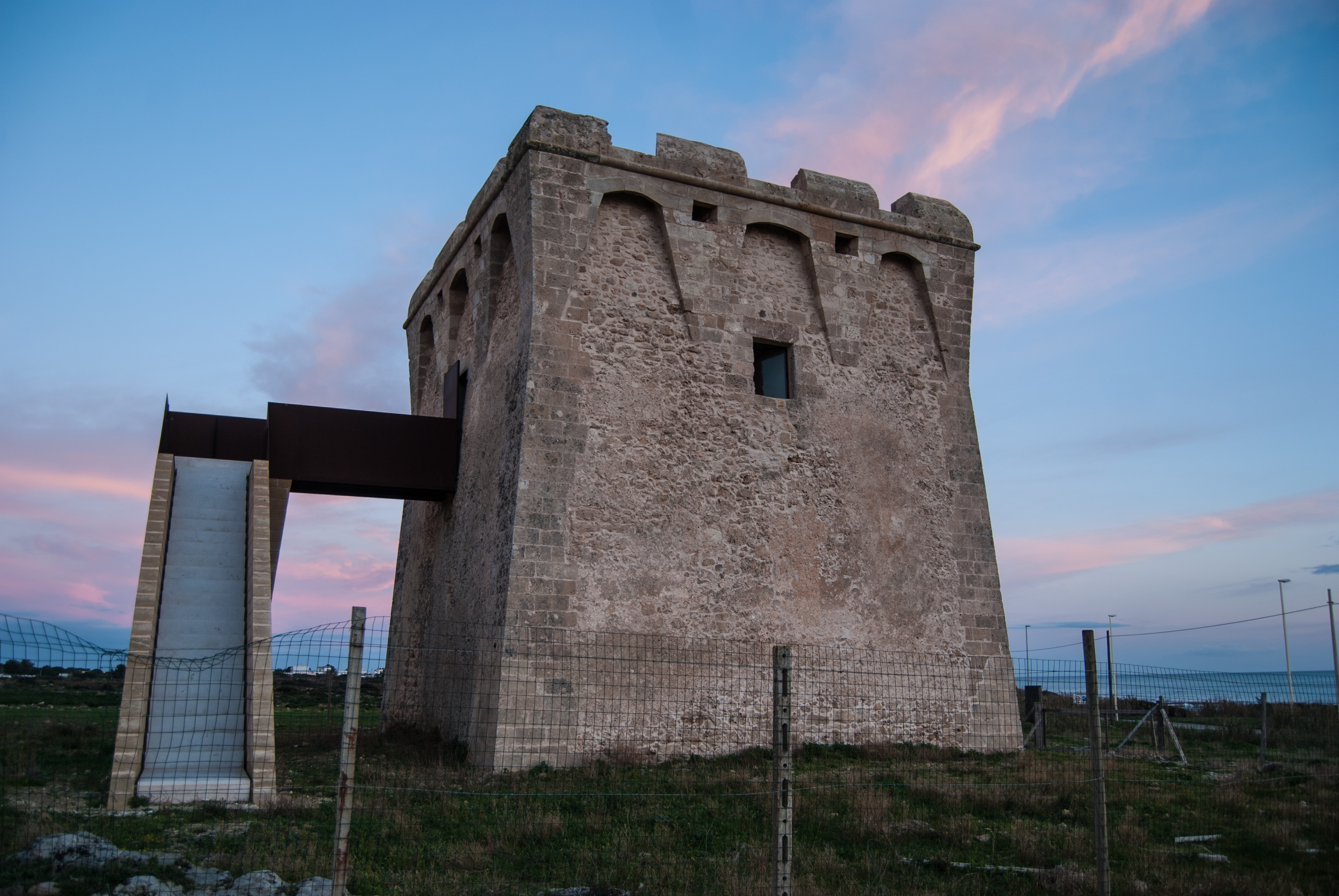
Torre Borraco anno 2014 appena restaurata

Torre Borraco o Torre Boraco (localmente Burraco) è un'antica torre antisaracena sita nel comune di Manduria.

## Storia
La torre fu edificata intorno al 1560-1570, nel territorio di questo comune (all'epoca denominato Casalnuovo) e, più precisamente, nel suffeudo "Comunale", detto pure "Concordato" (v. Catasto Onciario di Manduria del 1756, l'Atlante Sallentino di Giuseppe Pacelli, anno 1803 e, ancora, A.S,Na., Attuari Diversi, fs.205, inc.1: Atti di offerta di F.S. Frammarino per la compra del feudo allodiale di Manduria, già Casalnuovo, "Apprezzo del feudo" redatto dall'ing. F. Viti del 22 febbraio 1804, cc. 43v.-59r.).
Lasciata abbandonata alle intemperie per molti secoli, la torre si stava sgretolando. Era crollato il tetto nella prima metà del XX secolo e per gli anni a venire il centro della struttura è stato invaso da macchia mediterranea e alberi di fico. Nel 2011 e per i due anni successivi è stata sottoposta a un restauro completo e alla costruzione ex novo di una scala. La torre è stata riportata al suo stato originale.

## Ubicazione
La torre è distante circa 500 metri ad ovest da un piccolo fiume, il torrente Borraco.
Comunica ad ovest con Torre Moline, in Campomarino di Maruggio, e ad est con Torre di San Pietro in Bevagna, in San Pietro in Bevagna. Torre Borraco segnava a sud-est il confine del territorio del Principato di Taranto.